# Affaire Pierre Rousselau
L'affaire Pierre Rousselau est une affaire criminelle française. Elle implique Pierre Rousselau, qui assassine son collègue François Foignant, à Drosnay, dans la Marne, à l'été 1802. 

## François Foignant
Bûcheron à Drosnay, François Foignant est né à Andernay, dans l'actuel département de la Meuse,,, le 15 janvier 1783. Il est le fils de Claude Foignant et de son épouse Marie-Jeanne Couchot. Il est donc âgé de 19 ans lors des événements et non de 20 ans, comme le mentionne le jugement du tribunal criminel de Reims,.

## Meurtre
Le 11 thermidor de l'an X (30 juillet 1802), vers midi, dans le bois de Drosnay, où il travaille, Foignant se dispute avec son collègue Pierre Rousselau. Ce dernier lui reproche de tenter de lui voler son emploi et de bâcler son travail. Peu après, ils partent chacun de leur côté. Une demi-heure plus tard, de retour avec son déjeuner, Foignant s'assied sur un stère de bois,.

### Première attaque
Alors que Foignant déjeune, Rousselau qui s'était caché dans un buisson, surgit armé d'un levier et le frappe,. Foignant tombe à terre. Il tente alors de ramasser une bûche pour s'en servir contre son agresseur, mais Rousselau le frappe une deuxième fois, au bras afin de le désarmer, puis, une troisième et dernière fois à la tête. Le laissant pour mort, Rousselau retourne au village.
Foignant, qui était seulement évanoui, se relève et décide de rentrer à son domicile. Après avoir franchit la porte, il s’évanouit de nouveau et tombe dans le feu, qu'il avait allumé le matin même, et, qui est encore en activité.

### Seconde attaque
Peu de temps après, Pierre Rousselau fait irruption chez lui, il découvre alors Foignant, allongé à plat ventre, dans les cendres, tentant difficilement s'en dégager. Rousselau décide d'attiser le feu, et appuie son pied sur le dos de sa victime afin d’empêcher toute fuite de sa part et de l'achever. Rousselau s'en va de nouveau, sûr de l'avoir définitivement tué.
Cependant, à la suite de la fuite de son agresseur, François Foignant saisit l’occasion de se relever et se traîne jusqu'au village. Sur le chemin, il est recueilli par l'aubergiste Claude Lequeux, l'apercevant dans un état catastrophique, il s'empresse d'appeler à l'aide.
Il est transporté d'urgence à l'hospice de Vitry-sur-Marne, (aujourd'hui Vitry-le-François), où il décède de ses brûlures, le 29 thermidor (17 août) de la même année. Durant son agonie, il dénonce son agresseur : Pierre Rousselau. Ce dernier est alors arrêté.

## Procès et peine
Le 18 pluviôse de l'an XI (7 février 1803), le tribunal criminel de Reims condamne Pierre Rousselau à la peine de mort.
Il est guillotiné, à Reims, le 10 germinal (31 mars),, à l'âge de 36 ans.